# Raquel Torres
Pour les articles homonymes, voir Torres.

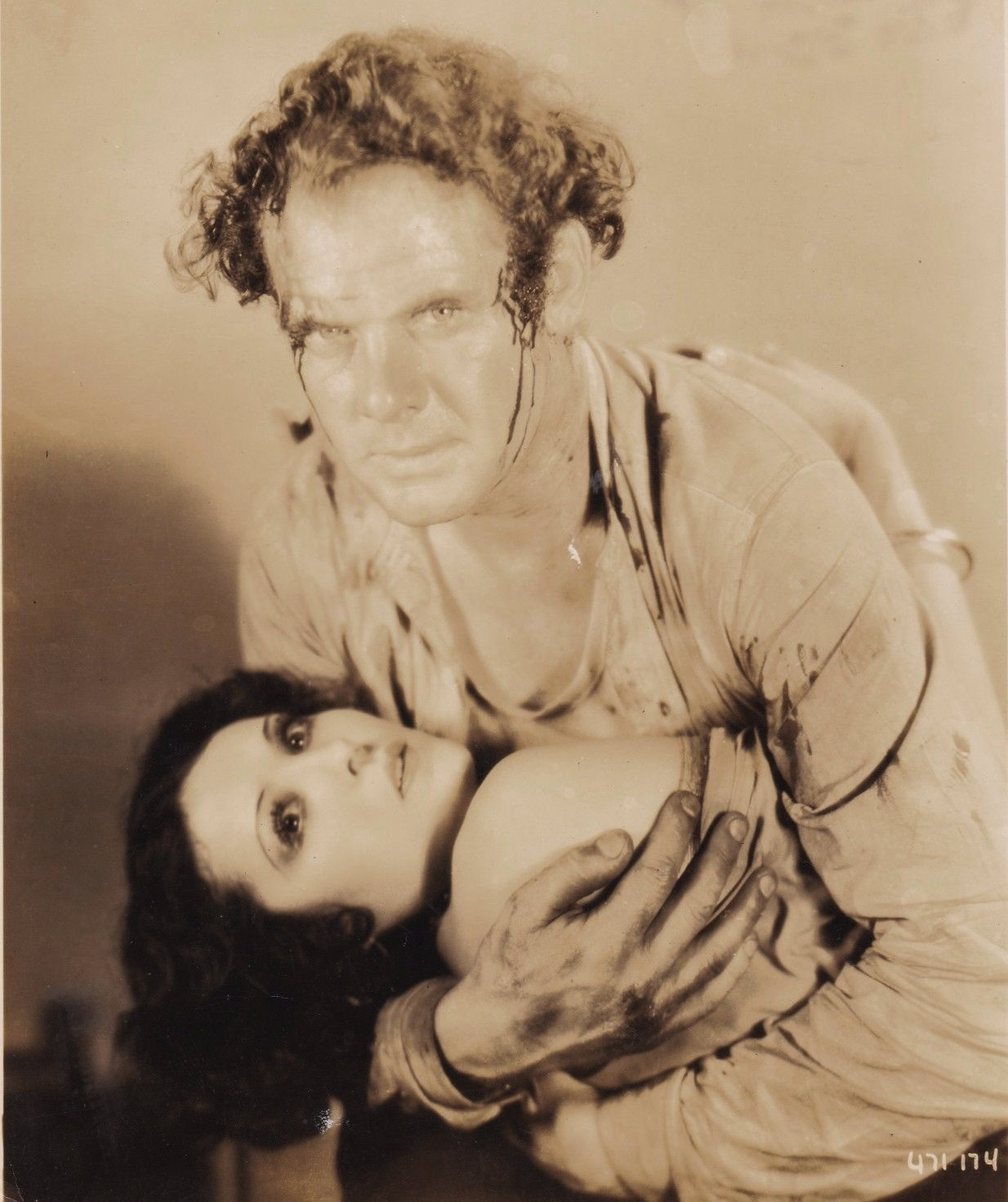
Avec Charles Bickford, dans Le Démon de la mer (1930, photo promotionnelle)

Maria Guillerma Osterman — née le 9 novembre 1907 à Hermosillo (Sonora), morte le 10 août 1987 à Los Angeles (Californie) — est une actrice américaine d'origine mexicaine, connue sous le nom de scène de Raquel Torres.

## Biographie
Elle est née à Hermosillo d'un père d'origine allemande et d'une mère mexicaine. Après la mort de sa mère, Raquel émigre aux États-Unis avec sa sœur Renée et son père. Elle apparaît au cinéma dans treize films américains. Elle incarne une Polynésienne pour son premier film (partiellement parlant) sorti en 1928, Ombres blanches de W. S. Van Dyke et Robert Flaherty (avec Monte Blue).
Suivent notamment Le Pont du roi Saint-Louis de Charles Brabin (1929, avec Lili Damita et Ernest Torrence), le western Sous le ciel du Texas de Michael Curtiz (1930, avec Frank Fay et Myrna Loy) et La Soupe au canard de Leo McCarey (1933, avec les Marx Brothers).
Elle se retire définitivement au moment de son premier mariage en 1935. Son dernier film américain, dans un petit rôle non crédité, est Go West, Young Man d'Henry Hathaway (avec Mae West et Warren William), sorti en 1936.
S'ajoute le film britannique La Caravane rouge (en) de Paul L. Stein (1933, avec Charles Bickford et Greta Nissen).
Au théâtre, elle se produit une fois à Broadway (New York) en 1932, dans la pièce Adam Had Two Sons de John McDermott (avec Preston Foster et James Young).
Après la mort de son premier époux en 1955, elle se remarie en 1959 avec l'acteur Jon Hall, dont elle divorce ensuite.

## Filmographie
(films américains, sauf mention contraire)
- 1928 : Ombres blanches (White Shadows in the South Seas) de W. S. Van Dyke et Robert Flaherty : Fayaway
- 1929 : Le Pont du roi Saint-Louis (The Bridge of San Luis Rey) de Charles Brabin : Pepita
- 1929 : The Desert Rider (en) de Nick Grinde : Dolores Alvarado
- 1930 : Sous le ciel du Texas (Under a Texas Moon) de Michael Curtiz : Raquella
- 1930 : Le Démon de la mer (The Sea Bat) de Lionel Barrymore et Wesley Ruggles : Nina
- 1930 : Estrellados de Salvador de Alberich et Edward Sedgwick — version en espagnol de Le Metteur en scène (Free and Easy) d'Edward Sedgwick, 1930 — : Elvira Rosas
- 1931 : La Danseuse des dieux (Aloha) d'Albert S. Rogell : Ilanu
- 1933 : Vive l'Afrique ! (So This Is Africa) d'Edward F. Cline : Tarzana
- 1933 : The Woman I Stole d'Irving Cummings : Teresita
- 1933 : So This Is Africa d'Edward F. Cline : Tarzana
- 1933 : La Soupe au canard (Duck Soup) de Leo McCarey : Vera Marcal
- 1933 : La Caravane rouge (Red Wagon) de Paul L. Stein (film britannique) : Sheba Prince / Starlina
- 1934 : Star Night at the Cocoanut Grove de Louis Lewyn (court métrage) : la danseuse de hula
- 1936 : Go West, Young Man d'Henry Hathaway : l'amie de Rico

## Théâtre à Broadway
- 1932 : Adam Had Two Sons de John McDermott : Teresa